# 동보공항
동보공항서비스(주)은 공항서비스를 제공하는 대한민국의 지상조업사로 제주항공의 자회사다.
제주항공 인수 전 저비용항공사를 대상으로 지상조업을 하였다
2017년 10월 제주항공이 인수하여 그해 11월부터 서비스를 시작했다, 제주항공이 취항하는 공항중 인천, 김포, 청주, 제주, 대구에서 운영했다. 2018년 2월 12일 동보공항서비스의 사명을 (주)제이에이에스로 바꾸고 공식 출범하였다.

## 전 사업 분야
- 지상조업
  - Ramp Service
- 화물조업
  - Cargo Service
  - 인천국제공항 화물터미널 입점
- 급유조업
  - Fueling Service
  - 항공유 품질 점검
- 항공기 운항정비
  - Line Maintenance